# Peter Henry Abrahams
Peter Henry Abrahams Deras (Vrededorp (nabij Johannesburg), 3 maart 1919 – Rock Hall (nabij St. Andrew, Jamaica), 18 januari 2017) was een Zuid-Afrikaans schrijver, journalist en dichter.

## Levensloop
Abrahams was zoon van een Ethiopische vader en een 'kleurling'-moeder. In 1940 week hij uit naar Engeland, waar hij in contact kwam met zwarte leiders zoals Jomo Kenyatta en Kwame N'krumah. Hij was medeorganisator van het PAC in Manchester in 1946. Vanaf 1956 woonde en werkte hij op Jamaica. Hij ontving in 1994 de Musgrave Medal.
Abrahams overleed in 2017 op 97-jarige leeftijd.

## Inhoud van zijn werk
Mine boy heeft als thema de problemen van industrialisatie en urbanisatie. Mine boy gaat over Xuma, een jongen van het platteland, die naar Johannesburg trekt, waar hij al spoedig in het gezelschap komt van mensen die geheel beïnvloed zijn door het harde stadsleven. Hij wordt echter opgevangen door Leah, een 'shebeen queen'. Ook wordt veel verteld over zijn zware werk als mijnwerker en de staking die hij organiseert.
The path of thunder is Abrahams' bekendste roman. Het gaat over de verboden liefde tussen blank en zwart. De roman is vertaald in dertig talen en verscheen in Nederland in 1952 onder de titel Onweer over Afrika. Over de Grote Trek van de Boeren schreef hij in Wild conquest (1950). In Return to Goli (1953) beschrijft hij zijn indrukken van Johannesburg na een afwezigheid van veertien jaar. Zijn autobiografie Tell freedom verscheen in 1954 en is in meerdere talen vertaald, in het Nederlands onder de titel Mijn volk roept om vrijheid (1957).

## Oeuvre
- A black man speaks of freedom (1940) poëzie
- Dark testament (1942) korte verhalen
- Song of the city (1945)
- Mine boy (1946) roman
- The path of thunder (1948)
- Wild conquest (1950)
- Return to Goli (1953)
- Tell freedom (1954) autobiografie
- A wreath for Udomo (1956) roman
- A night of their own (1965) roman
- This island now (1966) roman
- A new creation (1982) roman
- A view from Coyaba (1985) roman

- Bibsys: 90051432
- Biblioteca Nacional de España: XX1149658
- Bibliothèque nationale de France: cb120683593 (data)
- Catàleg d'autoritats de noms i títols de Catalunya: 981058518408006706
- CiNii: DA04384582
- Digitale Bibliotheek voor de Nederlandse Letteren: abra008
- Gemeinsame Normdatei: 118643614
- International Standard Name Identifier: 0000 0001 0928 460X
- Library of Congress Control Number: n82020282
- Nationale Bibliotheek van Letland: 000061999
- Nationale Bibliotheek van Tsjechië: jn20000600017
- Nationale bibliotheek van Australië: 35000465
- Nationale Bibliotheek van Israël: 987007257192305171
- Nationale Bibliotheek van Polen: a0000003062102
- Nederlandse Thesaurus van Auteursnamen: 068450117
- Réseau des bibliothèques de Suisse occidentale: 02-A026940589
- Istituto Centrale per il Catalogo Unico: CFIV073190
- LIBRIS: 230729
- SNAC: w6hq68p8
- Système universitaire de documentation: 073434574
- Trove: 784543
- Virtual International Authority File: 99671359
- WorldCat: E39PBJdWQyKygfyPt4RtjB6kDq